# Roger Batslé
Roger Batslé, né le 19 novembre 1930 à Lovendegem et mort le 26 janvier 2009 à Bruges, est un coureur cycliste belge, professionnel en 1955.

## Biographie
Parmi ses performances notables, on peut citer sa 4e place au Championnat du monde de cyclisme sur route amateurs de 1950 derrière l'australien Jack Hoobin, le français Robert Varnajo et l'italien Adolfo Ferrari.
Ainsi que sa 2e position à la 5e étape du Tour de Tunisie en 1955.

## Palmarès
- 1953
  - 2e de Gand-Wevelgem amateurs
  - 3e au Championnat de Belgique de poursuite sur piste amateurs
- 1954
  - Aalter-Bruxelles
  - 4e étape du Tour du Nord
  - 2e étape du Tour de Belgique indépendants
  - Circuit des régions flamandes des indépendants
  - 2e du Tour des Flandres espoirs
  - 3e du Tour de Belgique amateurs
- 1955
  - Waregem-Petegem
  - 3e de Roubaix-Cassel-Roubaix
  - 3e du Circuit Mandel-Lys-Escaut indépendants